# فردریک فورچون
فردریک فورچون (انگلیسی: Frederick Fortune; ۱ آوریل ۱۹۲۱ – ۲۰ آوریل ۱۹۹۴)از برندگان مدال‌های بازی‌های المپیک زمستانی اهل ایالات متحده آمریکا بود.